# Théâtre radiophonique

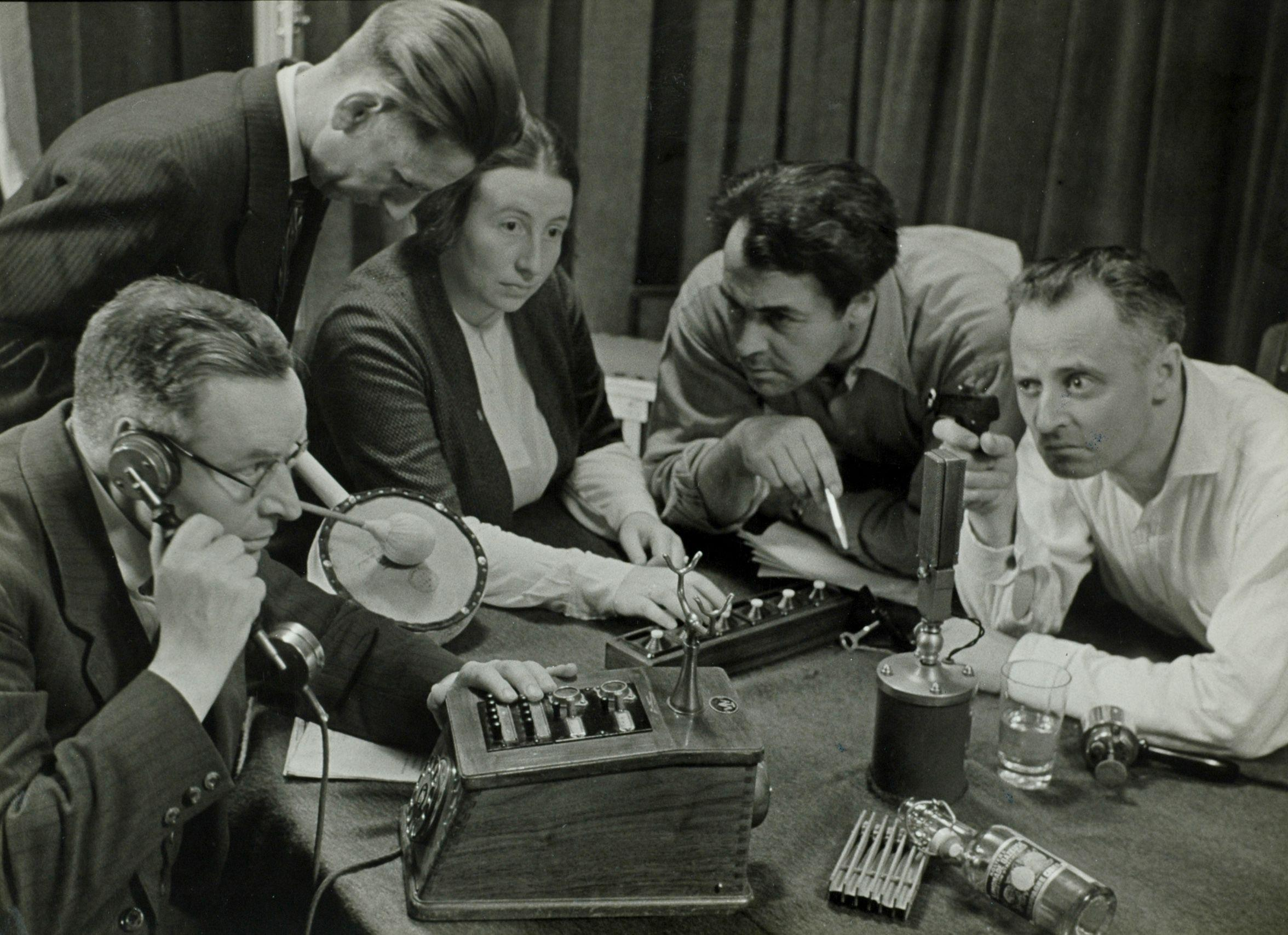
Enregistrement d'une pièce radiophonique aux Pays-Bas en 1949.

Le théâtre radiophonique ou radio-théâtre est une adaptation du médium théâtral au médium radiophonique.
À partir du début des années 1950, le théâtre radiophonique subit la concurrence de la dramatique radio, et l'on observe une disparition du premier terme. 